# SC Norden-Union Berlin
Der SC Norden-Union Berlin war ein 1891 gegründeter früher Berliner Fußballclub.

## Geschichte
Der SC Norden-Union wurde 1891 als Berliner FC Norden 1891 im heutigen Bezirk Mitte, gegründet. Im Februar 1893 erfolgte die Umbenennung in SC Norden-Union, wahrscheinlich in Folge einer Fusion mit dem Berliner SC Union (nicht zu verwechseln mit dem TuFC Union 92 Berlin) aus Friedrichshain. Jedenfalls nutzte Norden-Union neben dem Exerzierplatz zur einsamen Pappel Bernauer Straße (heutiger Standort des Friedrich-Ludwig-Jahn-Sportparks), auch den Spielplatz „Neuer Hain“ am Landsberger Tor des Berliner SC Union in Friedrichshain für seine Heim- und Übungsspiele.
Die Saison 1892/1893 hatte Norden-Union noch als BFC Norden begonnen, ab der Ausgabe vom 25. Februar 1893 sprach die Fachzeitschrift „Spiel und Sport“ vom SC Norden-Union. Die Vereinsfarben waren weiß-schwarz, der SC Norden-Union trat regelmäßig ganz in weiß mit schwarzem Tatzenkreuz an.
Der SC Norden-Union spielte 1891 bis 1894 im Deutschen Fußball- und Cricket Bund (DFuCB), 1891/92 (als BFC Norden 1891) und 1893/94 in der zweiten, 1892/93 in der ersten Klasse.